# Yoshiyuki Handa
Yoshiyuki Handa (半田義之, Handa Yoshiyuki, 2 juillet 1911 - 2 août 1970) est un romancier japonais.
Employé des chemins de fer japonais, il participe après la guerre aux mouvements syndicaux et est membre du Parti Communiste Japonais.
Il remporte le Prix Akutagawa en 1939 pour Niwatori sōdō (鶏騒動).
En 1970, il se suicide à l'âge de 59 ans. 